# Francuska Akademia Nauk

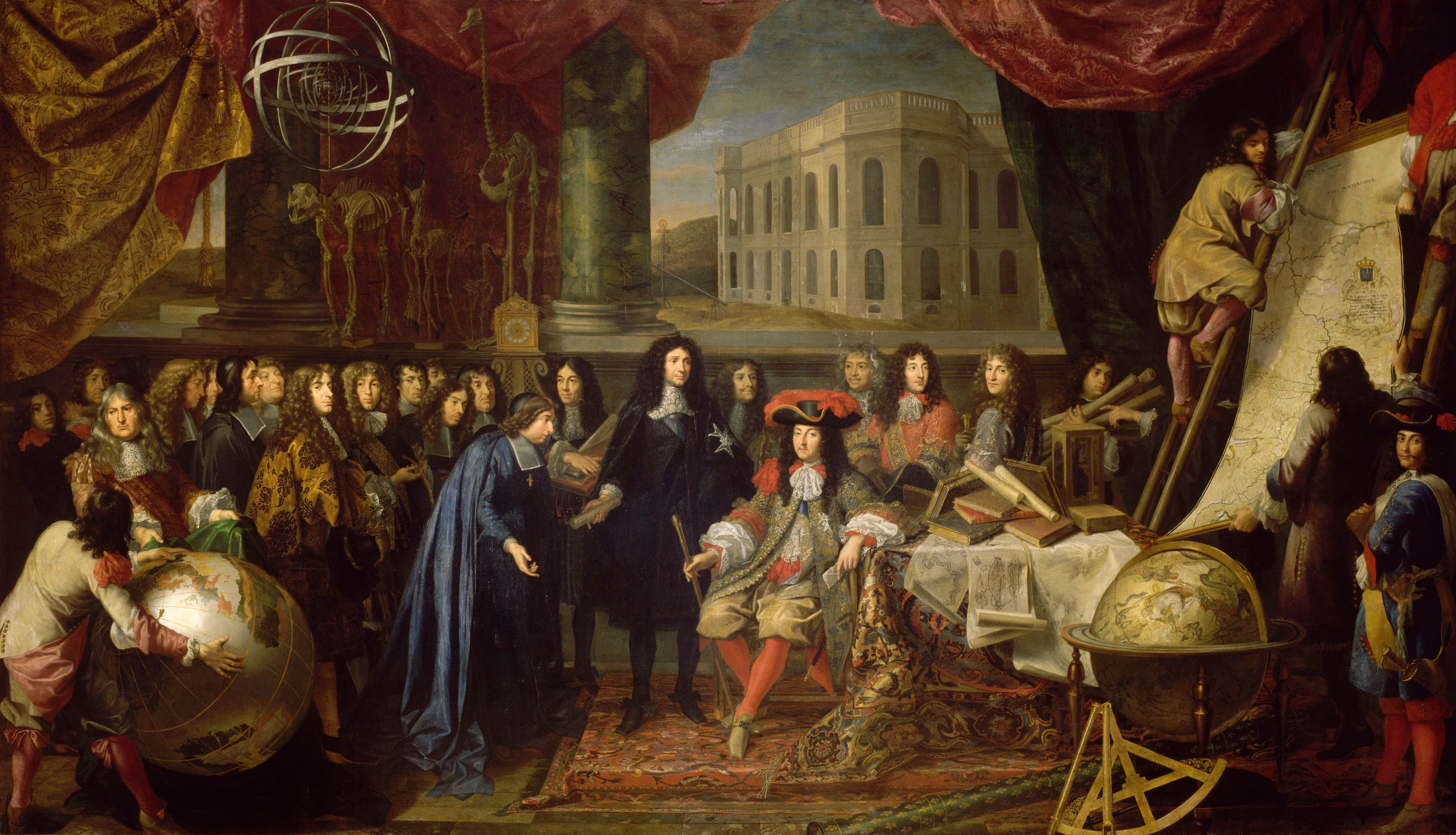
Colbert przedstawia Ludwikowi XIV członków Królewskiej Akademii Nauk w 1667

Francuska Akademia Nauk (fr. Académie des sciences) – korporacja uczonych założona w roku 1666 przez Ludwika XIV. Bezpośrednim inicjatorem jej utworzenia był Jean-Baptiste Colbert, którego zamysłem było pobudzenie i wsparcie badań naukowych we Francji. Założenie tej akademii było prekursorskim posunięciem w dziedzinie organizacji nauki w XVII i XVIII wieku – była ona jedną z pierwszych tego rodzaju instytucji.

## Historia
Akademia Nauk powstała dzięki zrodzonej w umyśle Colberta idei utworzenia powszechnej, obejmującej wiele dziedzin nauki akademii. Colbert wybrał małą grupę uczonych, którzy spotkali się 22 grudnia 1666 w królewskiej bibliotece i od tego czasu mieli zwyczaj zbierać się regularnie dwa razy w tygodniu na roboczych spotkaniach. W pierwszych trzydziestu latach swego istnienia akademia funkcjonowała bez żadnego statutu – była tworem mało sformalizowanym. 
20 stycznia 1699 Ludwik XIV wydał pierwsze reguły obowiązujące to towarzystwo. Akademia otrzymała nazwę Królewska Akademia Nauk (Académie royale des sciences); jej siedzibą stał się Luwr. Złożona z 70 członków akademia przyczyniła się swoimi publikacjami do rozwoju nauki w XVIII stuleciu, a dzięki bliskości z władzą królewską odgrywała też pewną rolę polityczną. Wśród ważnych dokonań naukowych francuskich akademików były geodezyjne pomiary Ziemi, z którymi wiązało się wyposażenie i wysłanie w latach 1735–1740 dwóch poważnych ekspedycji naukowych do Peru i Laponii. 
8 sierpnia 1793 Konwent Narodowy zabronił działalności wszystkich akademii. Nieco ponad dwa lata później, 22 sierpnia 1795, został założony "Narodowy Instytut Nauk i Sztuk" skupiający wszystkie dziedziny nauki, literatury i sztuki, które poprzednio należały do różnych akademii, w tym Królewskiej Akademii Nauk i Akademii Francuskiej. Prawie wszyscy członkowie zakazanych do niedawna akademii zostali formalnie wybrani na miejsca stosowne do poprzednio zajmowanych (jednym z wyjątków był Jean Dominique Cassini, który odmówił objęcia stanowiska). Najliczniej reprezentowane w nowej akademii były instytuty matematyki i fizyki, w skład których wchodziło 66 spośród wszystkich 144 członków towarzystwa. 
W 1816 Akademia Nauk odzyskała autonomię w ramach Instytutu Francuskiego; ustalono, że patronem Akademii będzie głowa państwa francuskiego. 
W 1835 pod wpływem François Arago zaczęto pod nazwą Comptes rendus de l'Académie des sciences wydawać relacje z obrad Akademii. Publikacje te są dostępne na stronach Francuskiej Akademii Nauk.
Pierwszą kobietą w gronie Akademików mogła zostać Polka Maria Skłodowska-Curie, jednak podczas głosowania decydującego o jej wyborze otrzymała o dwa głosy za mało.

## Akademia współcześnie
Dzisiejsza Akademia jest jedną z pięciu zgromadzonych w ramach Instytutu Francuskiego. Jej członkowie są wybierani dożywotnio. W 2017 roku w skład Akademii wchodziło: 258 członków pełnych, 86 członków korespondentów i 133 zagranicznych współpracowników. Są oni podzieleni na dwie zasadnicze grupy: nauk matematycznych i fizycznych i ich zastosowań oraz nauk chemicznych, biologicznych, geologicznych i medycznych wraz z ich zastosowaniami.